# Mediu oligotrof
Un mediu oligotrof este caracterizat prin nivele reduse ale nutrienților. 
Adjectivul oligotrof (uneori scris și oligotrofic) caracterizează calitatea solului sau a apei cu un conținut scăzut de nutrienți.

## Soluri oligotrofe
În soluri sau medii de cultură, acest fenomen este cauzat de cantitatea redusă de nutrienți din elementele constitutive.

## Ape oligotrofe
Un lac oligotrof prezintă un deficit de substanțe nutritive pentru plante și conține, în general, o mare cantitate de oxigen dizolvat, fără stratificare evidentă. Lacurile oligotrofe, având o troficitate foarte scăzută, sunt cele mai stabile în timp. Ele au o productivitate biologică slabă (biomasa până la 10 mg/l.) determinată de sărăcia în substanțe organice și compuși minerali cu azot și fosfor. Au o transparență ridicată, deoarece planctonul este puțin dezvoltat, și permit pătrunderea luminii până la adâncimi mari. Au o cantitate importantă de oxigen, în stratul superior, și sedimente de culoare brună, în stratul inferior. Oligotrofia se întâlnește în special la lacurile alpine.